# Černý Most
Černý Most (lidově Čerňák) je městská čtvrť a katastrální území v severovýchodní části Prahy, na území městské části Praha 14. Černý Most se skládá téměř výhradně z panelových sídlišť, mimo to se na jeho území nachází nákupní centrum Centrum Černý Most, jehož součástí je mimo jiné multikino Cinestar, hypermarket Globus a skoro dvě stě obchodů, IKEA a XXXLutz. Ve čtvrti leží dvě stanice trasy metra linky B, a to Rajská zahrada a konečná stanice Černý Most. Pás zeleně uprostřed sídliště má název Centrální park Černý Most.

## Název

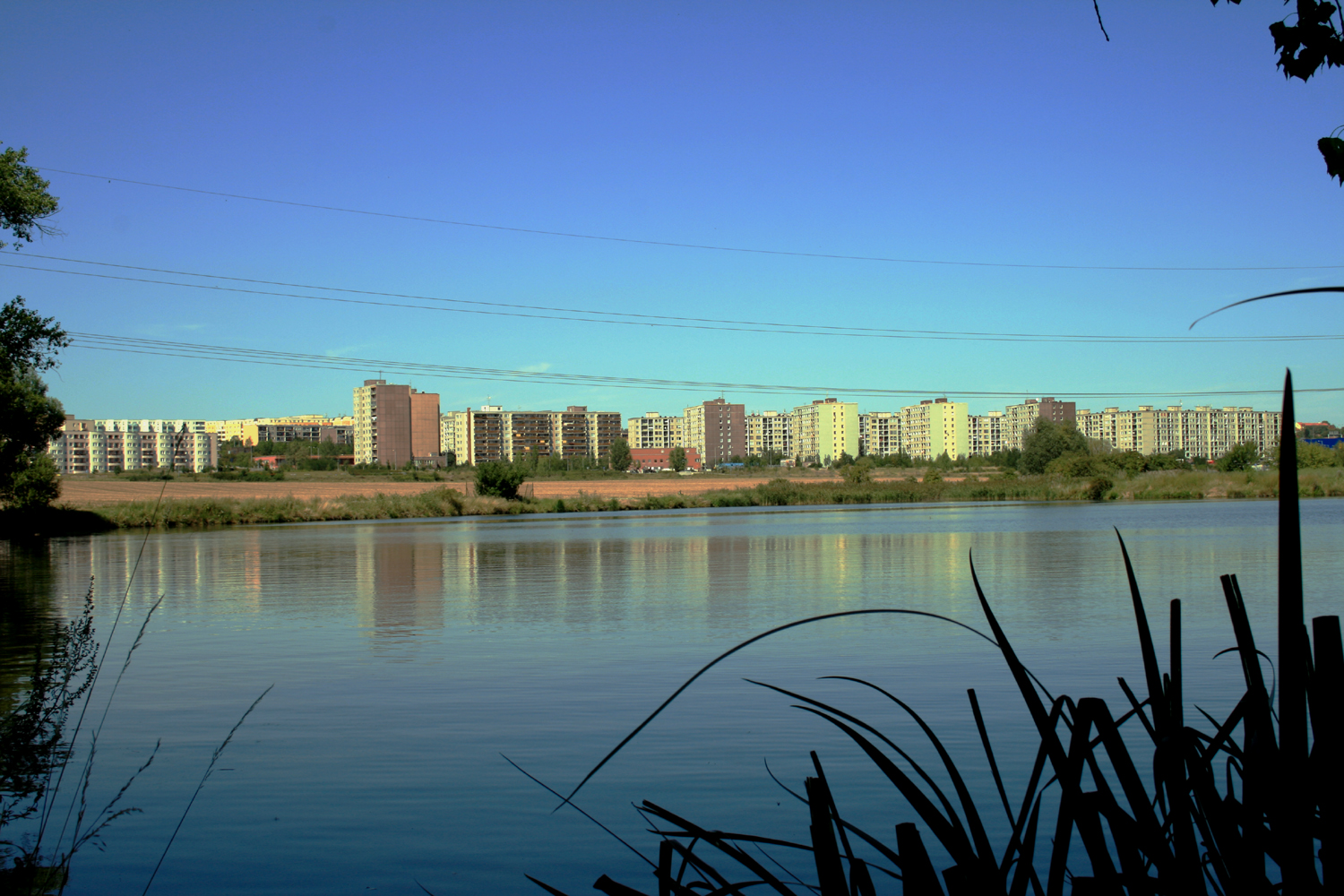
Pohled na Černý Most od Dolních Počernic

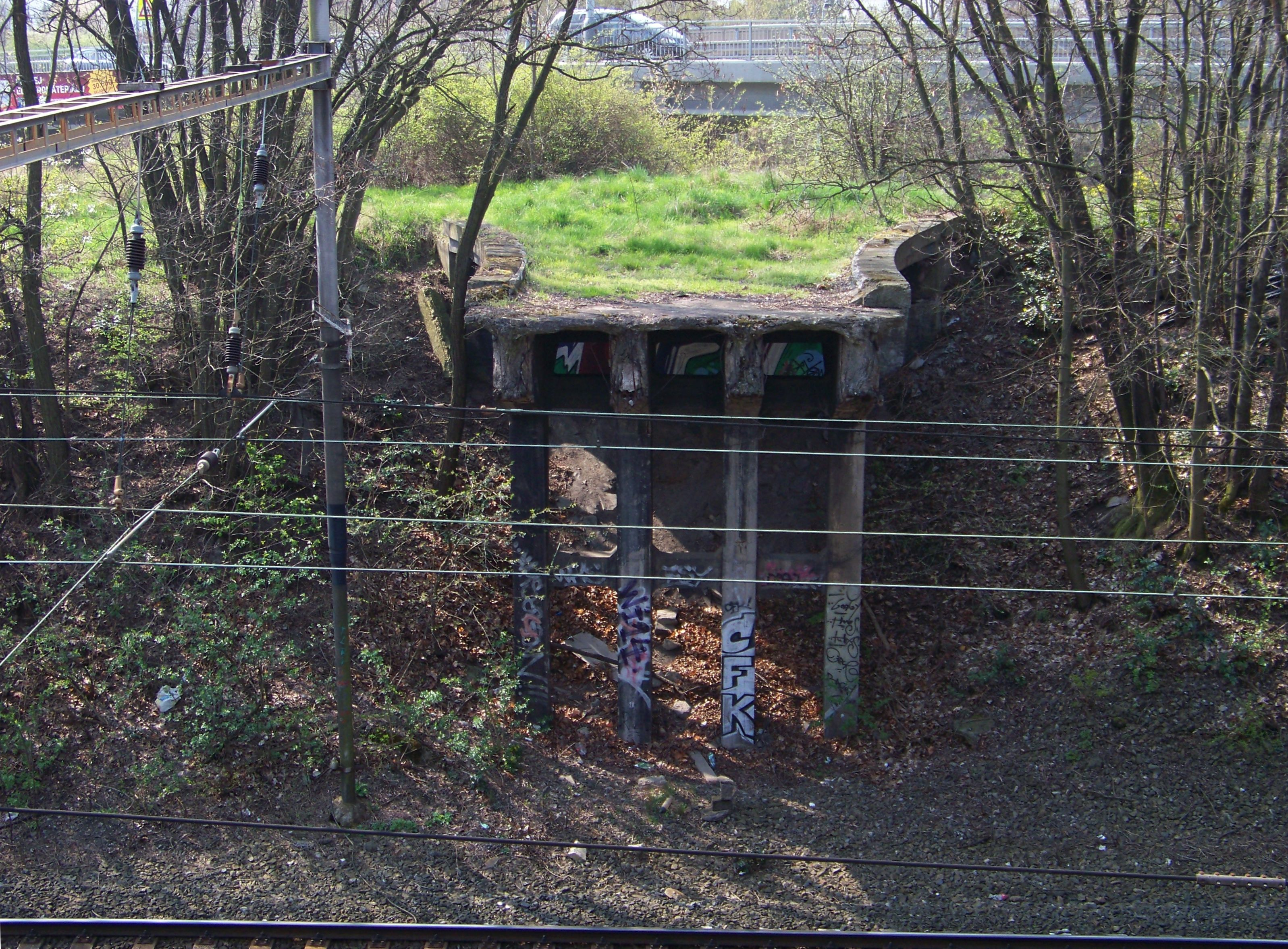
Torzo staršího betonového mostu ulice Za černým mostem v Kyjích. K těmto místům se vztahoval původní název lokality Černý most. Původní kamenný mostek, k němuž se označení mělo vztahovat, se nedochoval.

Název Černý Most pochází od místního označení dřívějšího kamenného mostu nad železniční tratí do Čelákovic, černého od kouře z parních lokomotiv; název Černý most nesla i strážní budka při trati. Kamenný most byl stržen v roce 1924 a místo něj v témže roce byl postaven betonový most, který již také neexistuje a dochovalo se z něj pouze torzo jedné strany nájezdu. Torzo se nachází blízko dnešního mostu přes železnici, po kterém se jede na Hutě a do Satalic. Ulice v kyjské části Hutě, která navazuje na tento most, nese od počátku 70. let 20. století název „Za černým mostem“. Konečná stanice tramvají (dnes Lehovec) nesla od svého uvedení do provozu 30. června 1976 až do otevření úseku IV.B metra 8. listopadu 1998 název „Hloubětín, Černý most“, resp. „Černý most“. Koncem 70. let se jako „sídliště Černý Most I“ začalo označovat panelové sídliště, které vzniklo „na zelené louce“ východně od Broumarské ulice; ve druhé polovině 80. let pak byl jako „sídliště Černý Most II“ označen další sídlištní komplex a roku 1987 bylo pro tato sídliště vytvořeno katastrální území Černý Most. Název Černý Most pak v roce 1998 nedostala stanice metra nejblíže bývalému Černému mostu (ta se jmenuje Rajská zahrada), ale až konečná stanice, která je od někdejšího Černého mostu vzdálena asi 1,6 kilometru na východ.

## Historie

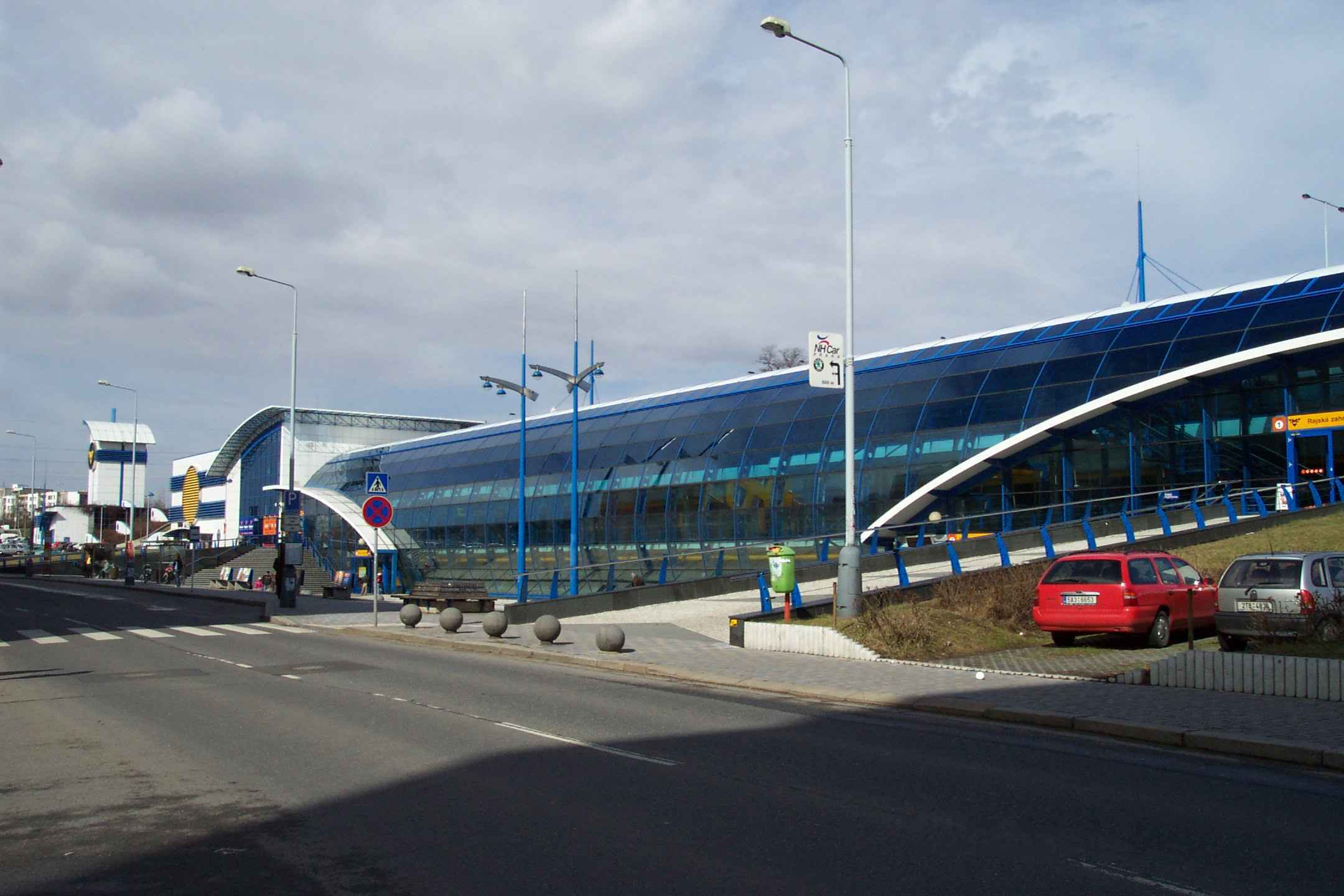
Stanice metra Rajská zahrada

Katastrální území Černý Most bylo vytvořeno v roce 1987 rozhodnutím NVP, a to na úkor dosavadních k.ú. Horní Počernice, Kyje a Hloubětín v rámci městského obvodu Praha 9.
Sídliště Černý Most se stavělo v několika etapách, Černý Most I s přibližně 1780 byty byl dokončen v roce 1980. Od roku 1985 se postupně staví jednotlivé stavby Černého Mostu II, kde bude po dokončení 5. stavby celkem asi 7270 bytů. Původně měly být ulice na sídlišti Černý Most II, které bylo stavěno přibližně v letech 1985 až 1992, pojmenovány podle zahraničních komunistických funkcionářů především ze SSSR (např. Pjatnického, Vozněsenského, Kuzněcovova). Ulice byly označeny tabulkami jen krátce, a v roce 1991 v souvislosti s politickými změnami po listopadu 1989 byly přejmenovány po československých letcích (např. Kpt. Stránského, Bryksova, Gen. Janouška), působících za 2. světové války v zahraničním odboji, především ve Velké Británii (RAF) a předtím ve Francii.
Nyní už bytová zástavba spolu s nákupním a zábavním Centrem Černý Most a nově vzniklým obchodním domem IKEA postupně vyplňují celý prostor mezi Kyjemi na západě a Horními Počernicemi na východě.
V roce 2001 byl na Černém Mostě natočen film Babí léto. Na jeho území bydlelo k 31. červenci 2005 21 869 obyvatel.

## Území
Území Černého Mostu je zhruba obdélníkového tvaru, je ohraničeno na severu Chlumeckou ulicí, na západě Broumarskou ulicí, na východě tělesem Pražského okruhu a na jihu spojnicí mezi Kyji a Chvaly.
Statisticky se Černý Most člení na 5 základních sídelních jednotek.
- Černý Most I zahrnuje sídliště Černý Most I, tedy oblast severně od Pospíchalovy ulice
- Černý Most II-západ je část sídliště Černý Most II mezi Pospíchalovou a Ocelkovou ulicí
- Černý Most II-střed je část sídliště Černý Most II mezi Ocelkovou a Bryksovou ulicí
- Černý Most II-východ je obchodně-komerční zóna východně od Bryksovy ulice
- Čihadla je přírodní oblast jihozápadně od Ocelkovy ulice, včetně bloku zástavby u Dobrovolného ulice

## Doprava

### Městská hromadná doprava
Na Černém Mostě leží dvě stanice trasy metra linky B: Rajská zahrada a konečná stanice Černý Most, které zajišťují hlavní dopravní obsluhu sídliště. Obě byly otevřeny v roce 1998. Většina severní části sídliště je v pěší dostupnosti od těchto stanic.
U stanice Černý Most je velký autobusový terminál. Odjíždí odtud i několik linek sloužících k dopravě do jižní části sídliště.
V roce 2021 byla zahájena výstavba nové železniční zastávky Praha-Rajská zahrada v přímé blízkosti metra Rajská zahrada. Vlakovou zastávku a stejnojmennou stanici metra propojuje  lávka přes Chlumeckou ulici. V železniční zastávce budou zastavovat vlaky linek:
- S2 (Praha – Lysá nad Labem – Poděbrady – Kolín)
- S22 (Praha – Lysá nad Labem – Milovice)
- S3 (Praha – Neratovice – Mělník)
- S34 (Praha Masarykovo nádraží – Praha-Čakovice)
- S9 (Lysá nad Labem – Praha – Říčany – Benešov u Prahy)

Z dopravního hlediska bude zastávka v obvodu výhybny Skály.

### Silnice
Po severním okraji čtvrti prochází významná radiální komunikace, Chlumecká ulice. Jižní část sídliště obsluhuje Ocelkova ulice.

## Galerie

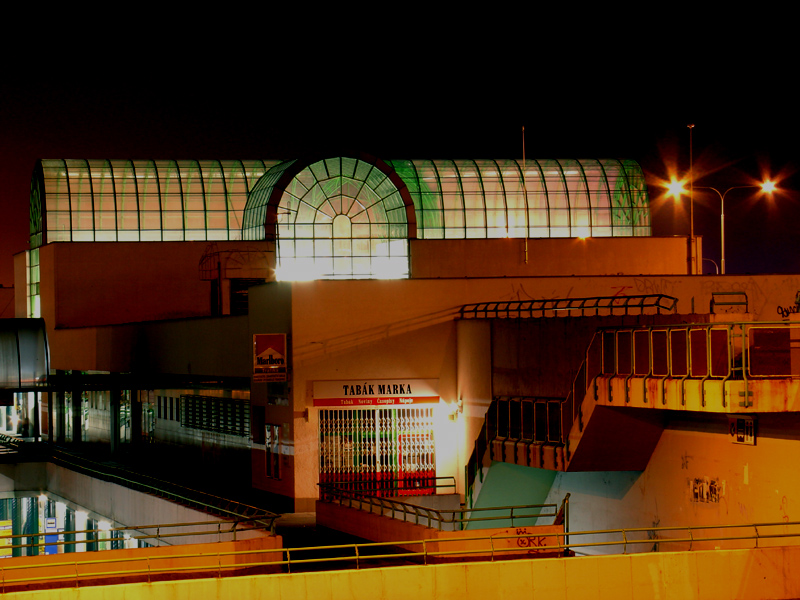
Stanice metra v noci
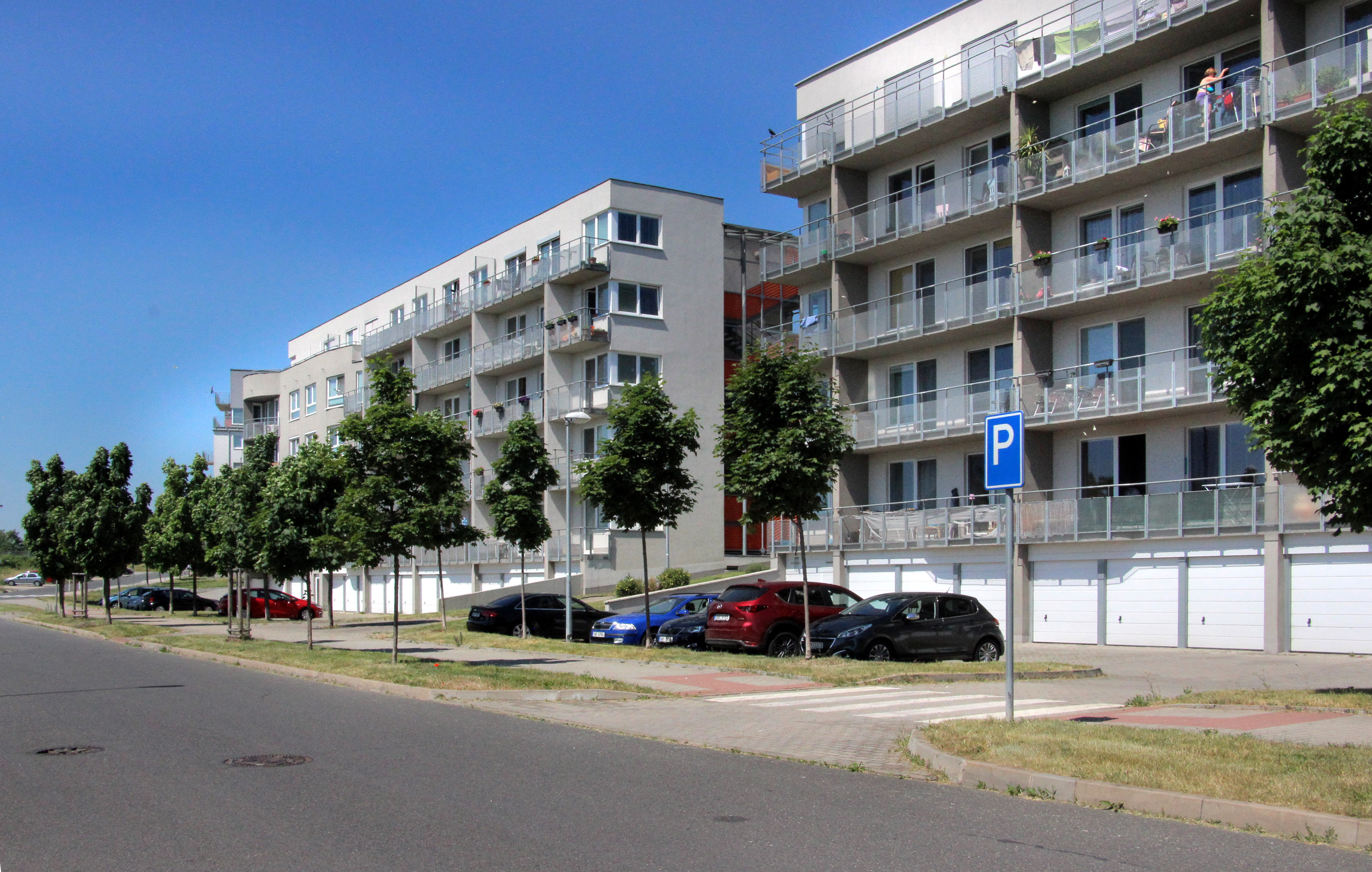
Ulice Arnošta Valenty na jihu sídliště
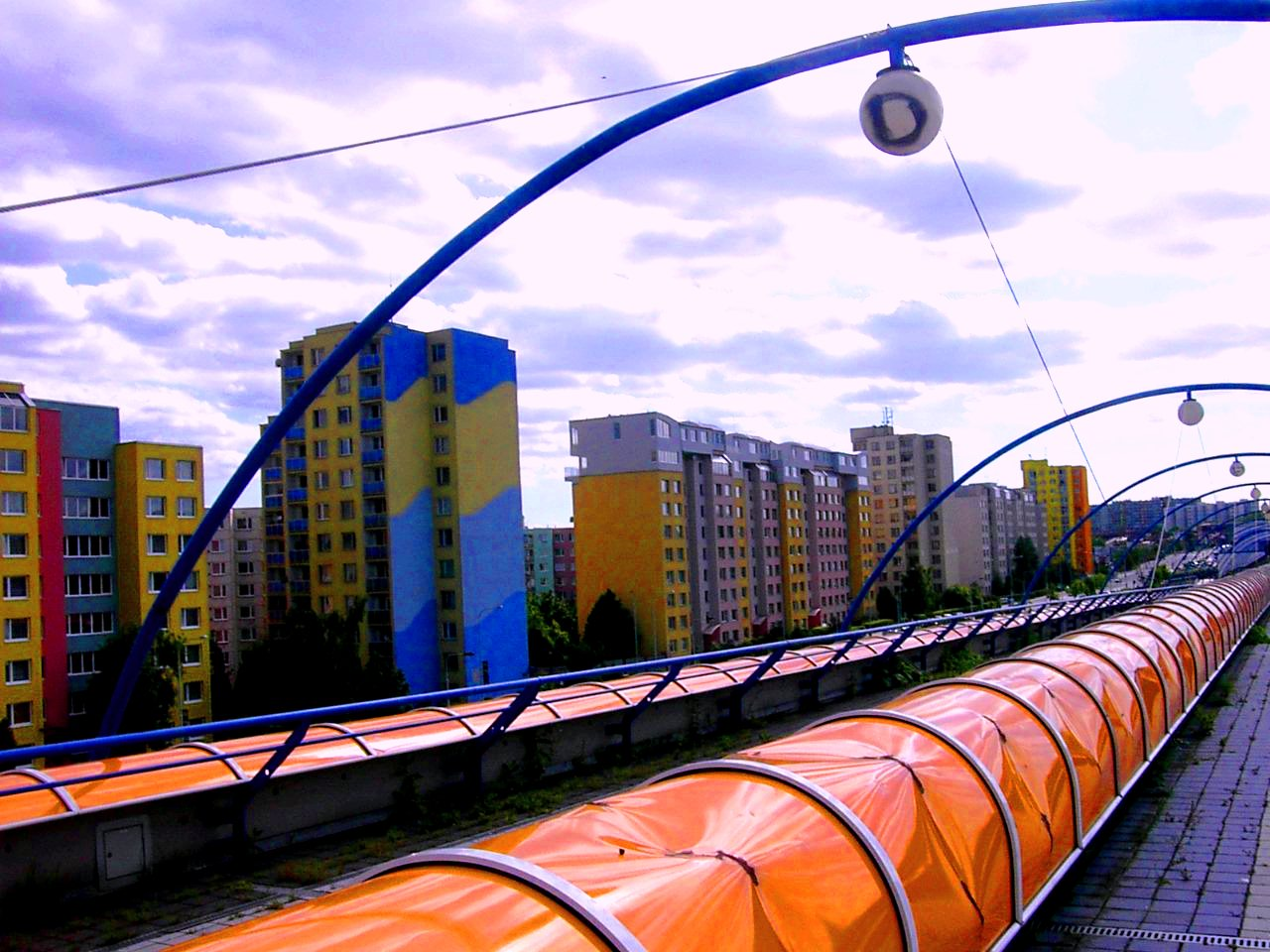
Tubus metra B, na němž je vybudována cesta pro pěší
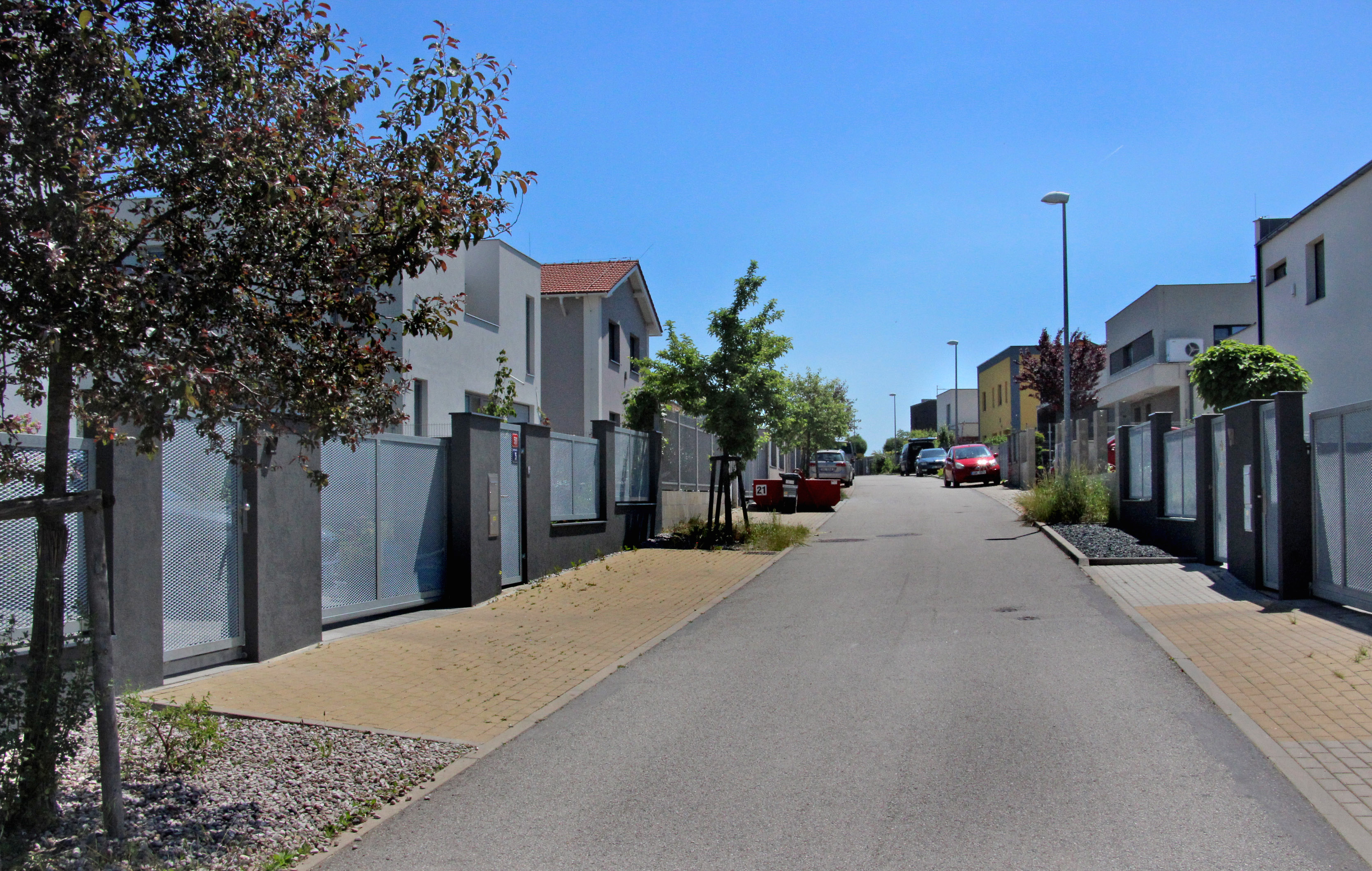
Vilky v části Čihadla
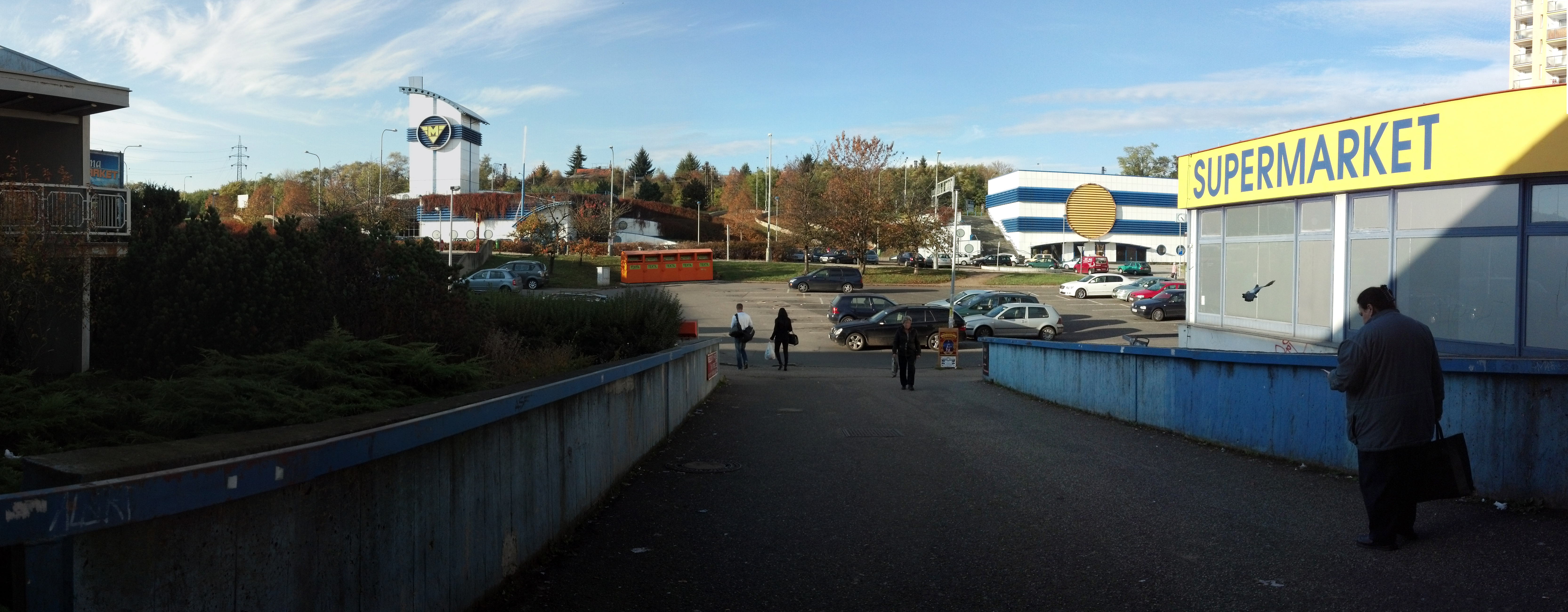
Albert před metrem Rajská zahrada
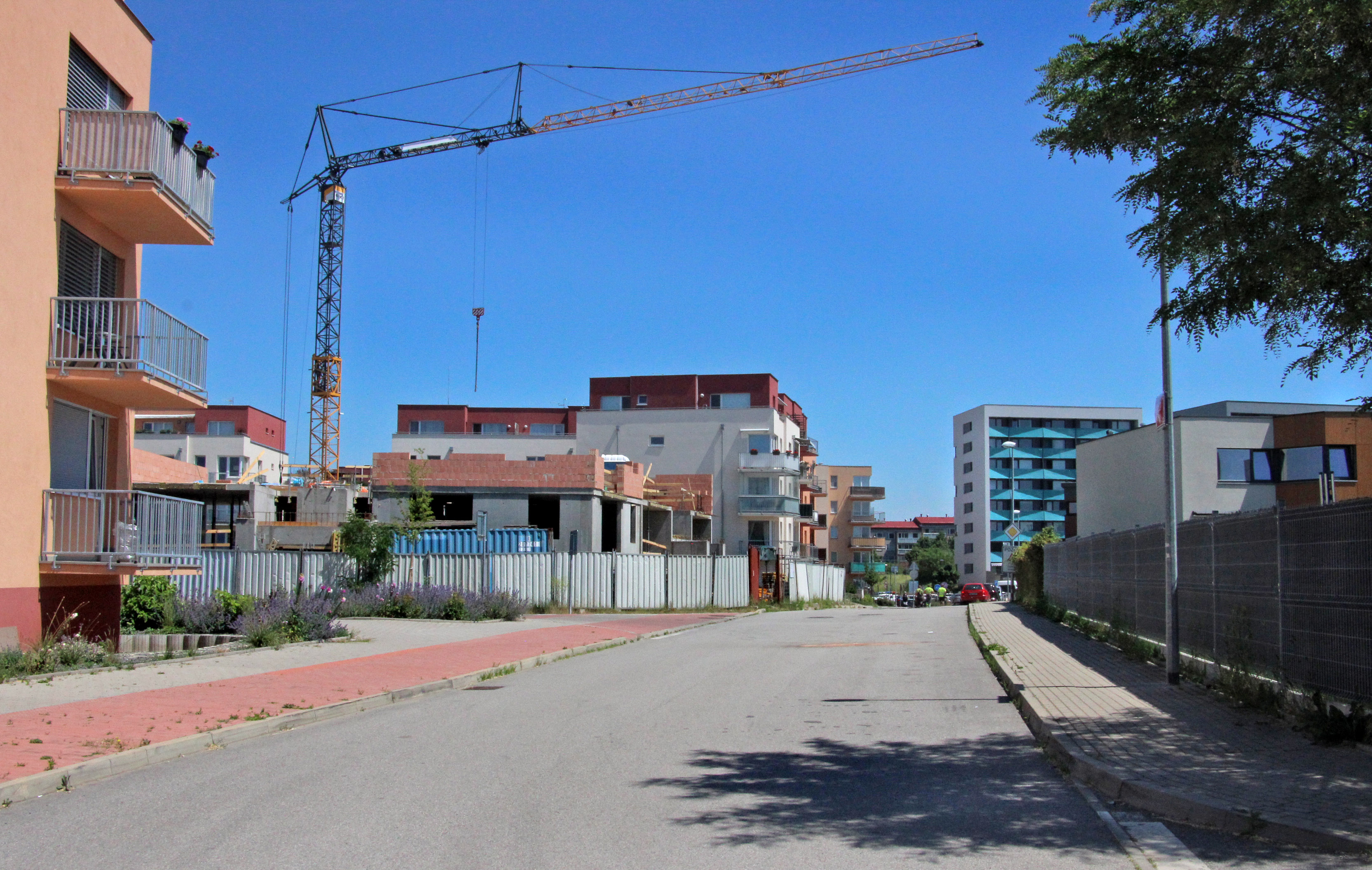
Výstavba na jihozápadě sídliště (2021)
Černý Most z vrtulníku
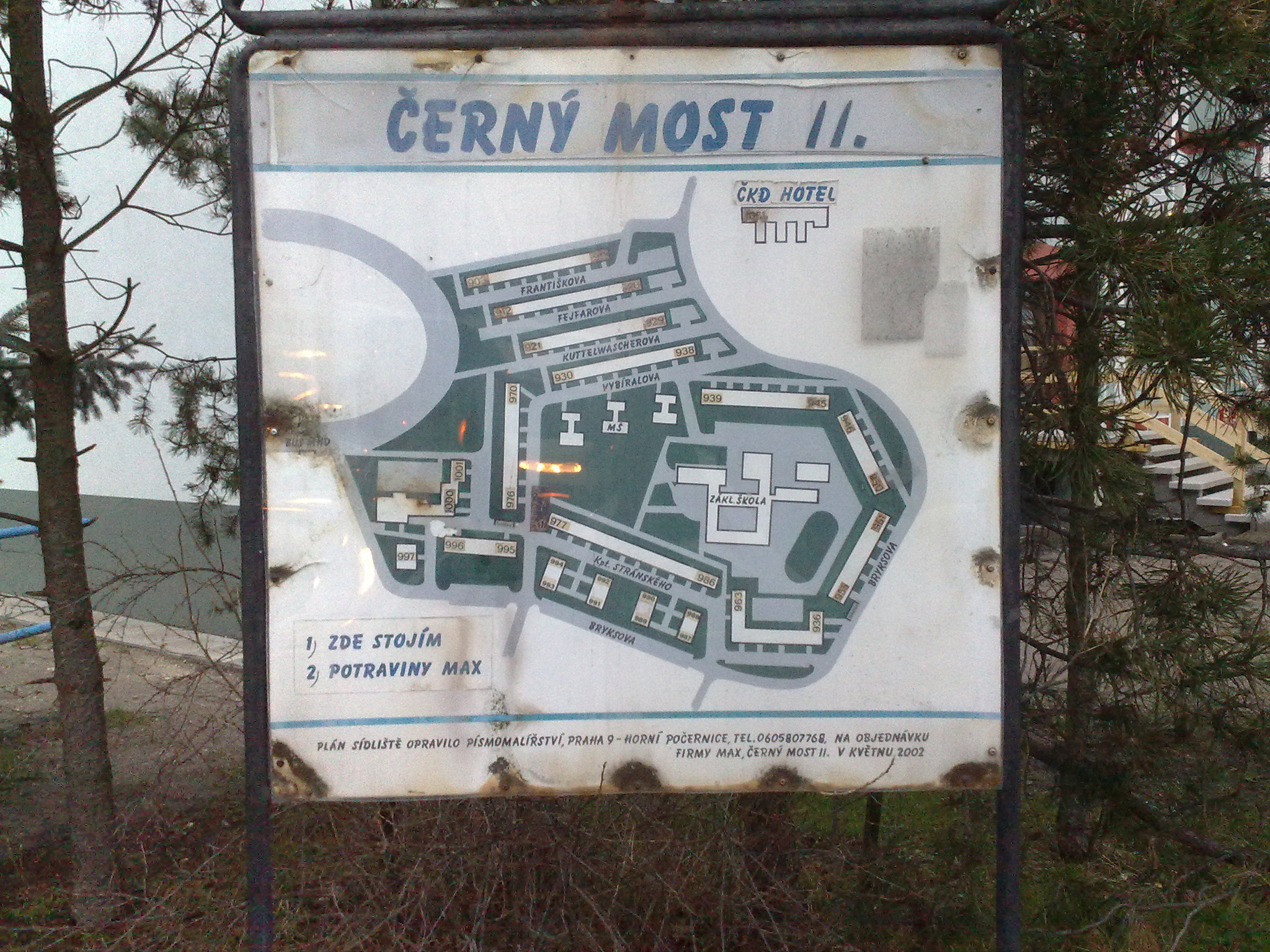
Veřejný plánek sídliště Černý Most II v ulici Vybíralova